# パール (南アフリカ)
パール（アフリカーンス語: Paarl）は、南アフリカ共和国西ケープ州にある都市である。人口は約11万人。ドラケンシュタイン自治体に所属している。

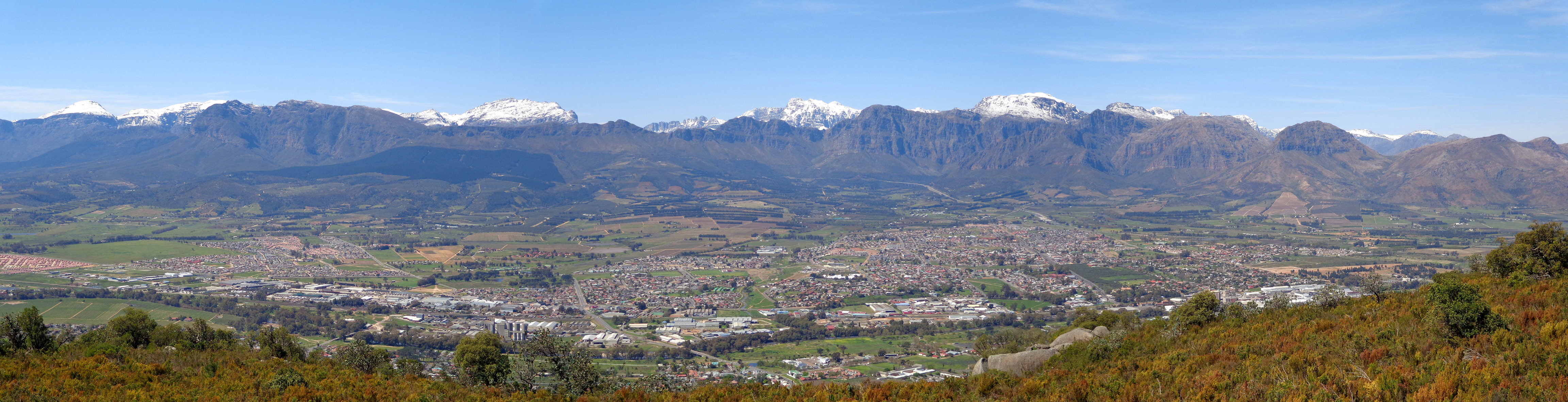
パール山の頂上から見たパールの街。ドラケンシュタイン山、Du Toitskloof山を望む

## 概要
ケープタウンから60km離れた場所に位置している。南アフリカの白人が開拓した町としては、ケープタウン、ステレンボッシュについで3番目に古い町で、ケープ・ワインランド郡では最大の都市である。近隣のウェリントンと合わせ、一体となった都市を構成している。

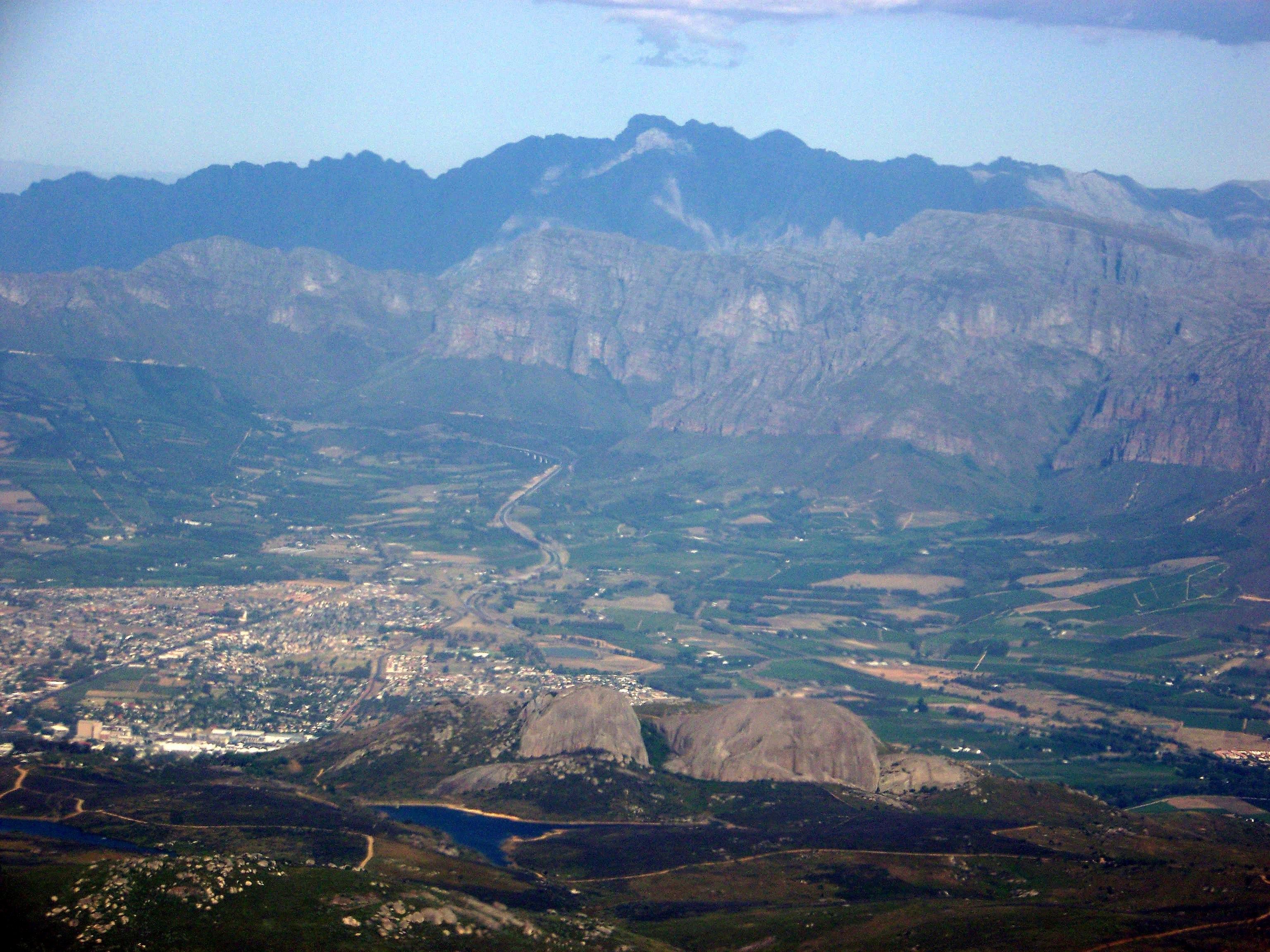
パールの街

## 人口と地理
| 人種構成（パール） 2011年                     | 人種構成（パール） 2011年                     | 人種構成（パール） 2011年 | 人種構成（パール） 2011年 | 人種構成（パール） 2011年 |
| --------------------------------------------- | --------------------------------------------- | ------------------------- | ------------------------- | ------------------------- |
|                                               |                                               |                           |                           |                           |
| カラード                                      | カラード                                      |                           | 69.89%                    | 69.89%                    |
| 白人（アフリカーナー及び アングロアフリカン） | 白人（アフリカーナー及び アングロアフリカン） |                           | 17.90%                    | 17.90%                    |
| バントゥー系民族（黒人）                      | バントゥー系民族（黒人）                      |                           | 10.35%                    | 10.35%                    |
| アジア系                                      | アジア系                                      |                           | 0.57%                     | 0.57%                     |

| 母語話者（パール） 2011年 | 母語話者（パール） 2011年 | 母語話者（パール） 2011年 | 母語話者（パール） 2011年 | 母語話者（パール） 2011年 |
| ------------------------- | ------------------------- | ------------------------- | ------------------------- | ------------------------- |
|                           |                           |                           |                           |                           |
| アフリカーンス語          | アフリカーンス語          |                           | 86.81%                    | 86.81%                    |
| 英語                      | 英語                      |                           | 6.18%                     | 6.18%                     |
| コサ語                    | コサ語                    |                           | 4.63%                     | 4.63%                     |

人種はカラードが大半を占めるが､アフリカーナの白人も多い。言語はアフリカーンス語が9割弱と大半となっている。

## 鉄道
ケープタウン中央駅より、パール駅までメトロレールが運行されている。ケープタウン駅からの所要時間は約1時間20分。

## 観光
アフリカーンス語記念碑が建立されている。また、ワインの栽培が盛んに行なわれており、ワイナリーが点在する。